# Lang Nibong
Lang Nibong is een bestuurslaag in het regentschap Aceh Utara van de provincie Atjeh, Indonesië. Lang Nibong telt 722 inwoners (volkstelling 2010).